# Stjepan Dabiša
Stjepan Dabiša (en Bosnien: Stjepan Dabiša; en serbe cyrillique : Стефан Дабиша) est un roi de Bosnie qui a régné de 1391 à 1395. Il est un membre de la dynastie des Kotromanić.

## Origine incertaine
Dabiša est peut-être le fils illégitime de Vladislav Kotromanić ou un fils de son frère Ninoslav. Il est donc soit le demi-frère ou le cousin du roi Tvrtko Ier.

### Roi de Bosnie
Dabiša succède à Tvrtko Ier en 1391. À son arrivée au pouvoir, la Bosnie a déjà été décentralisée par la noblesse semi-indépendante. Les membres de la maison des Sanković, le prince Beljak et le duc Radič, dirigent de manière indépendante dans la Zachlumie et le Popovo (une subdivision de la Zachlumie). Ils ont donné Konavle à la république de Raguse (maintenant Dubrovnik) et cette dernière a commencé à vouloir détacher Kotor et les autres villes dalmates de la domination du roi de Bosnie, en leur demandant de reconnaître  la vassalité du roi Sigismond de Hongrie, mais ils ont refusé. Le roi Stefan Dabiša envoie alors le duc Vlatko Vuković et le prince Pavle Radenovic à Konavle dès 1391, et ils chassent les Sanković et dispersent leurs terres. Beljak meurt et Radič est jeté en prison. Cela marque la fin de la maison des Sanković et le début des familles serbes orthodoxes de Bosnie. Les turcs ottomans commencent à envahir de nouveau la Bosnie en 1392, le roi envoie alors le duc Hrvoje Vukčić, qui arrive à vaincre de manière décisive les Turcs.
Le reste du règne de Dabiša est marqué par ses querelles avec le roi de Hongrie Sigismond et le roi de Naples Ladislas Ier pour le contrôle de la Croatie et de la Dalmatie. Vuk Vukčić, le Ban de Dabiša prend Ostrovica et Vrana à Ivaniš Paližna. Dabiša souhaite prendre Zadar sous son joug mais cela lui est impossible sans le soutien complet du frère de Vuk et de l'homme de pouvoir le plus important de la région : Hrvoje Vukčić.
Au début de 1394, la noblesse croate avec Ivanis Horvat, un sujet du roi de Naples refuse de servir le roi Dabiša. Il envoie le prince Ivan Radivojević pour prendre Omiš à Horvat comme punition. Le roi de Hongrie Sigismond en profite et envoie son armée pour se débarrasser à la fois Horvat et Dabiša. L'armée hongroise assiège et détruit par les flammes Dobor dans la partie inférieure de la rivière Bosna. Dabiša s'y rend et prête allégeance à Sigismond, il lui cède la Dalmatie et la Croatie. En retour Sigismond le nomme prince de Szomód.
Dabiša décède de maladie le 8 septembre 1395 et le roi Sigismond prend un peu plus le contrôle de la Bosnie. Mais l'assemblée bosniaque (le « Rusag » ) sous l'influence des nobles décide que c'est son épouse, la reine Jelena Gruba, qui doit monter sur le trône.

### Famille
Dabiša s'est marié avec Jelena Gruba, avec qui il a eu une fille prénommée Stana. Elle s'est mariée avec Đurađ Radivojević